# Урума
Урума (яп. うるま市 Урума-си) — город в Японии, находящийся в префектуре Окинава. Площадь города составляет 86,08 км², население — 118 491 человек (1 августа 2014), плотность населения — 1376,52 чел./км².

## Географическое положение
Город расположен на острове Окинава в префектуре Окинава региона Кюсю. С ним граничат город Окинава, посёлок Кин и село Онна.

## Население
Население города составляет 118 491 человек (1 августа 2014), а плотность — 1376,52 чел./км². Изменение численности населения с 1980 по 2005 годы:
| 1980 | 91 285 чел.  |  |
| 1985 | 98 539 чел.  |  |
| 1990 | 101 911 чел. |  |
| 1995 | 105 228 чел. |  |
| 2000 | 109 992 чел. |  |
| 2005 | 113 535 чел. |  |